# 竹迫和美
竹迫 和美（たけさこ かずみ、1955年〈昭和30年〉 - ）は、日本の通訳者、医療通訳者。旧姓は野田和美。国際医療通訳者協会（International Medical Interpreters Association ）米国本部執行役員・日本支部代表。
都立新宿高校、早稲田大学商学部卒業。メキシコへの1年間のスペイン語学留学を経て、NHKに応募。1979-1980年の間、同局『ニュースセンター9時』にお天気キャスターとしてレギュラー出演。その後、外資系航空会社秘書、スペイン語と英語の通訳業に就く。阪神・淡路大震災の後、医療通訳業に進み2008年に東京外国語大学大学院通訳専修コース修了、2014年に大阪大学大学院博士号取得。2016年から63歳で定年退職するまで藤田保健衛生大学大学院（藤田医科大学大学院）保健学研究科教授